# 岐阜県道205号長森各務原線
岐阜県道205号長森各務原線（ぎふけんどう205ごう ながもりかかみがはらせん）は、岐阜県岐阜市から岐阜県各務原市に至る一般県道である。

## 概要
岐阜市中心部と各務原市東部を結ぶ。岐阜県岐阜市北一色8丁目の北一色7東交差点（岐阜県道92号岐阜巣南大野線（旧国道156号）交点）が起点。起点周辺は長森地区と呼ばれている。起点から東へ向かう。琴塚古墳の南を通り、各務原市に入る。各務原市では「おがせ街道」と通称されており、東海北陸自動車道の高架をくぐり、各務原市北部を東に進む。新境川を渡り、蘇原地区を東進する。各務山の北を通り、苧ヶ瀬池端に出る。苧ヶ瀬池からは南東に進み、各務原市各務おがせ町9丁目のおがせ町交差点（国道21号交点）が終点。
また、渋滞がおきやすいため、1991年（平成3年）からバイパスとして本路線の南側に4車線の道路（通称：岐阜鵜沼線）の工事が行われた。

### 路線データ
岐阜県法規集に基づく起終点および経過地は次のとおり
- 起点：岐阜市長森（北一色7東交差点＝岐阜県道92号岐阜巣南大野線交点）
- 終点：各務原市（おがせ町交差点＝国道21号交点）
- 重要な経過地：なし

## 路線状況

### バイパス
都市計画道路岐阜鵜沼線
各務原市内では蘇原古市場町交差点付近で朝夕ラッシュ時の渋滞が絶えなかった。そのため、本道の南側に並行する各務原都市計画道路3・3・2岐阜鵜沼線が計画され、1991年（平成3年）に岐阜県道192号六軒停車場線（野口町1交差点）から岐阜県道17号江南関線（東島町3交差点）までの1.6km区間を各務原市事業として工事着手し、2004年（平成16年）に開通。同年11月には岐阜県道93号川島三輪線（瑞穂町2交差点）から県道六軒停車場線（野口町1交差点）までの1.6km区間を岐阜県事業として工事着手し、2011年（平成23年）3月に開通した。当初は各務原市道として供用されていたが、2012年（平成24年）12月25日に新道を県道区域に編入し、旧道は各務原市道蘇北770号線として県道区域を解除した。
- 区間：各務原市花園町1丁目20番1地先 - 同市蘇原東島町3丁目163番3地先（瑞穂町2交差点 - 東島町3交差点）
- 延長：2,966.0 m

地元では、交番や現地警察署警察官の間などで「新しく出来た広い道」と呼ばれている。

## 地理

### 通過する自治体
- 岐阜県
  - 岐阜市 - 各務原市

### 交差する道路
- 岐阜県道92号岐阜巣南大野線（岐阜市 北一色8交差点）
- 岐阜県道77号岐阜環状線（岐阜市 琴塚2西交差点）
- 岐阜県道93号川島三輪線（各務原市 大島町交差点 - 瑞穂町2交差点で重複）
- 岐阜県道17号江南関線（各務原市 東島町3交差点 - 坂井町交差点で重複）
- 国道21号（各務原市 おがせ町交差点）
- 各務原パークウェイ

## 沿線
- 岐阜市立長森北小学校
- 岐阜県総合医療センター
- 岐阜市立長森中学校
- 富田高等学校
- 岐阜東中学校・高等学校
- 岐阜市立長森東小学校
- 琴塚古墳
- 旗本徳山陣屋公園
- 県営尾崎団地
- 各務原市立蘇原第一小学校
- そはらふれあいセンター そらーら
- 岐阜県立各務原高等学校
- 各務原市立各務小学校
- 村国座
- 苧ヶ瀬池
- 名鉄各務原線 苧ヶ瀬駅
- 各務原市立蘇原中学校
- イオンタウン各務原
- 名鉄各務原線 各務原市役所前駅